# Лиманское
Лима́нское (укр. Лиманське, нем. Selz) — посёлок в Раздельнянском районе Одесской области Украины.
Посёлок расположен на берегу Кучурганского лимана на автодороге Т-1625 Кучурган — Маяки. В состав посёлка, кроме собственно Лиманского, входит бывший военный городок, построенный для располагавшегося по соседству военного аэродрома, превращённого ныне в гражданский аэропорт, а также бывшее село Рыбальское (в прошлом — Кандель). В посёлке есть две общеобразовательные школы и одна школа-интернат, а также три дома культуры и училище. В связи с пограничным местоположением в Лиманском расположен отдел пограничной службы, несущий охрану водной границы Украины с Молдовой (а именно территорией, контролируемой непризнанной ПМР), проходящей по лиману.

## История
Годом основания села считается 1808 год. Именно тогда на это место поселились немцы, выходцы из Эльзаса, Бадена и Пфальца. Село получило название в честь эльзасского города Сельц, откуда происходили многие первопоселенцы. Первым бургомистром был назначен Михаэль Фетш, эльзасский фермер из Нёэвиллера. Так как Зельц был центром колонистского округа (в него входили соседние колонии Кандель, Страсбург, Баден, Мангейм и Эльзас), здесь разместилось управление всей волости. Первым её главой стал Сильвестр Вальд из Нидерлотербака. Его секретарем был Георг Кнолль из Бюхельберга.
В 1816 здесь насчитывалось 100 дворов, католическая церковь (построена в 1811) мельница, кузница, школа и седельная мастерская.
На территории нынешнего посёлка 15 февраля 1920 года произошёл один из последних боёв гражданской войны в Херсонской губернии.
В 1924—1939 годах Зельц был центром Зельцского немецкого национального района.
Во время Великой Отечественной войны многие жители были вывезены в Германию и размещены в Вартегау.
В 1945 село переименовано в Лиманское, позднее в его состав вошла бывшая колония Кандель.
С 1957 года в посёлке дислоцировалась 66-я истребительная авиационная дивизия ВС Союза ССР.
Ныне от богатой истории Лиманского осталось немногое: руины зельцского и кандельского соборов, кладбище и несколько старых домов в центре. На территории поселка существует филиал Одесского историко-краеведческого музея, посвящённый немцам, который возглавляет коренная представительница этого народа.

## Известные жители и уроженцы Лиманского
- Антон Иоганн Церр (1849—1932) — епископ Тираспольской епархии Римско-католической церкви.
- Станислав Щавински (1883—1961) — польский учёный, инженер, профессор Варшавской политехники[6]
- Вик Гоффингер (1901—1976) — хоккеист.
- Арнольд Аркадьевич Хегай (1992) — украинский боксёр-профессионал.
- Алексей Пуцыкин (1980—2008) — старший лейтенант ВС РФ, погибший в войне в Грузии, Герой Российской Федерации.

## Галерея
- Вид на Кучурганский лиман
- Вид на посёлок
- Руины Собора Успения Пресвятой Богородицы (Зельц)
- Руины Собора Пресвятой Троицы (Кандель)